# جو وارد
جو وارد (بالإنجليزية: Joe Ward)‏ (25 نوفمبر 1954 بغلاسكو في المملكة المتحدة - ) هو لاعب كرة قدم بريطاني في مركز الهجوم. لعب مع أستون فيلا ودندي يونايتد وسانت جونستون ونادي هيبرنيان ونادي كلايد ونادي ستيرلينغ ألبيون ونادي آير يونايتد.

## وصلات خارجية
- جو وارد على موقع قاعدة بيانات كرة القدم.إي يو (الإنجليزية)